# Rua 13
Rua 13 é um canal de televisão criado e detido pelos estúdios Universal, cujo formato se expandiu pela Europa e pela América Latina, com diversos nomes adaptados para cada região: Calle 13 para a Espanha, 13ème Rue para a França e 13th Street para a Alemanha.
Este canal emite séries e filmes de terror, suspense e ficção científica, e é semelhante a outros já existentes como o AXN da Sony Pictures e o FOX da Fox International Channels.
Actualmente o canal Rua 13 apenas emite em língua portuguesa para o Brasil, mas em 2008 está prevista a inauguração deste canal em Portugal.

## Ligações Externas
- Site da Rua 13 Portugal
- Site da Rua 13 no Brasil